# Echoverleihung 2002
Der 11. Echo wurde am 7. März 2002 in Berlin im ICC vergeben. Dieses Jahr kamen keine neuen Kategorien dazu. Es wurden die Bereiche Schlager, Volksmusik und Klassik-Crossover zu einer Kategorie zusammengefasst. Nicht mehr ausgezeichnet wurden die Bereiche Comedy, DVD und Website.
Gewinner des Abends mit drei Trophäen waren  die No Angels.
Die Veranstaltung wurde, wie im Vorjahr, von RTL ausgestrahlt. Durch die Show führte Frauke Ludowig.

## Nationaler Nachwuchsförderpreis des Jahres
Seeed
- Curse
- NTS
- Samajona
- Sofaplanet

## Nationaler Newcomer des Jahres
Seeed – New Dubby Conquerors
- De-Phazz – Death by Chocolate
- Glashaus – Glashaus
- Jan Delay – Searching for the Jan Soul Rebels
- Sarah Connor – Green Eyed Soul

## Internationaler Newcomer des Jahres
Alicia Keys – Songs in A Minor
- Dido – No Angel
- Gorillaz – Gorillaz
- Linkin Park – Hybrid Theory
- Nelly Furtado – Whoa, Nelly!

## Musikvideo des Jahres national
Sasha – Here She Comes Again
- Fettes Brot – Schwule Mädchen
- Samy Deluxe – Weck mich auf
- Schiller mit Heppner – Dream of You
- Seeed – Dickes B

## Medienmänner des Jahres
Jörg A. Hoppe und Christoph Post

## Handelspartner des Jahres
Saturn aus Düsseldorf

## Marketingleistung des Jahres
Tom Bohne für No Angels

## Produzent des Jahres
Axel Breitung

## Jazz Produktion des Jahres
Diana Krall – The Look of Love
- Anouar Brahem – Astrakan Cafe
- Charlie Haden und Gonzalo Rubalcaba – Nocturne
- Jack DeJohnette, Keith Jarrett und Gary Peacock – Inside Out
- Jane Monheit – Never, Never Land

## Schlager Act des Jahres
Michelle – Wer Liebe lebt
- Die Flippers – Das muss doch Liebe sein
- Helmut Lotti – Latino Love Songs
- Vikinger – Tanz mit mir
- Wolfgang Petry – Achterbahn

## Dance Single des Jahres international
Safri Duo – Played-A-Live (The Bongo Song)
- Mauro Picotto – Like This, Like That
- Plaything – Into Space
- Stuntmasterz – The Ladyboy Is Mine
- Sylver – Turn the Tide

## Dance Single des Jahres national
Schiller und Heppner – Dream of You
- ATB – Let You Go
- Blank & Jones – DJs, Fans & Freaks
- DJ Quicksilver – Ameno
- DJ Tomcraft – Prosac

## Hip Hop Act des Jahres national
Samy Deluxe – Samy Deluxe
- DJ Tomekk – Return of Hip Hop
- Fettes Brot – Demotape
- Jan Delay – Searching for the Jan Soul Rebels
- Thomas D – Lektionen in Demut

## Hip Hop Act des Jahres international
D12 – Devils Night
- 2 Pac – Until the End of Time
- DMX – The Great Depression
- M.O.P. – Warriorz
- OutKast – Stankonia

## Alternative Act des Jahres national
Rammstein – Mutter
- Donots – Pocketrock
- In Extremo – Sünder ohne Zügel
- Project Pitchfork – Daimonion
- Subway to Sally – Herzblut

## Alternative Act des Jahres international
Linkin Park – Hybrid Theory
- Crazy Town – The Gift of Game
- Gorillaz – Gorillaz
- HIM – Deep Shadows and Brilliant Highlights
- Limp Bizkit – Chocolate Starfish and the Hot Dog Flavored Water

## Gruppe des Jahres international
Destiny’s Child – Survivor
- Bon Jovi – One Wild Night Live
- Depeche Mode – Exciter
- R.E.M. – Reveal
- Westlife – Coast to Coast

## Gruppe des Jahres national
No Angels – Elle’ments
- BAP – Aff un zo
- Glashaus – Glashaus
- Modern Talking – America
- Pur – Hits pur

## Künstler des Jahres international
Robbie Williams – Swing When You’re Winning
- Eric Clapton – Reptile
- Eros Ramazzotti – Stilelibero
- Manu Chao – Proxima Estacioni Esperanza
- Shaggy – Hot Shot

## Künstler des Jahres national
Peter Maffay – Heute vor dreißig Jahren
- DJ BoBo – Planet Colors
- Farin Urlaub – Endlich Urlaub!
- Michael Mittermeier – Mittermeier & Friends
- Sasha – Surfin’ on a Backbeat

## Künstlerin des Jahres international
Dido – No Angel
- Alicia Keys – Songs in A Minor
- Enya – A Day Without Rain
- Jennifer Lopez – J.Lo
- Kylie Minogue – Fever

## Künstlerin des Jahres national
Sarah Connor – Green Eyed Soul
- Jeanette – Delicious
- Nena – Chokmah
- Nicole – Kaleidoskop
- Paula – Liebe

## Erfolgreichster internationaler Song des Jahres
Enya – Only Time
- Atomic Kitten – Whole Again
- Crazy Town – Butterfly
- Kylie Minogue – Can’t Get You Out of My Head
- Uncle Kracker – Follow Me

## Erfolgreichster nationaler Song des Jahres
No Angels – Daylight in Your Eyes
- Glashaus – Wenn das Liebe ist
- Michael Mittermeier & Guano Babes – Kumba Yo!
- Rammstein – Sonne
- Sarah Connor – From Sarah with Love

## Lebenswerk
Caterina Valente